# Láma (informatika)
Láma – személyre vonatkoztatott pejoratív informatikai kifejezés, szleng.

## Jelentése
- Olyan személyre használatos ez a kifejezés, aki ugyan megtanulhatta volna számára fontos és szükséges informatikai, számítástechnikai fogalmakat vagy egy program kezelését, mert ideje, eszközei és a képességei megvoltak hozzá, de mégis másoktól vár segítséget a problémája megoldásához.
- Ezt a kifejezést használják a tapasztalatlan, kezdő felhasználóra, aki nem néz utána a rendelkezésére álló információknak, és ezért minden lépésnél másokra szorul.

## Egyéb változatai
- lamer
- lammer
- lamme
- lame
- lém